# Écluse de Pechlaurier

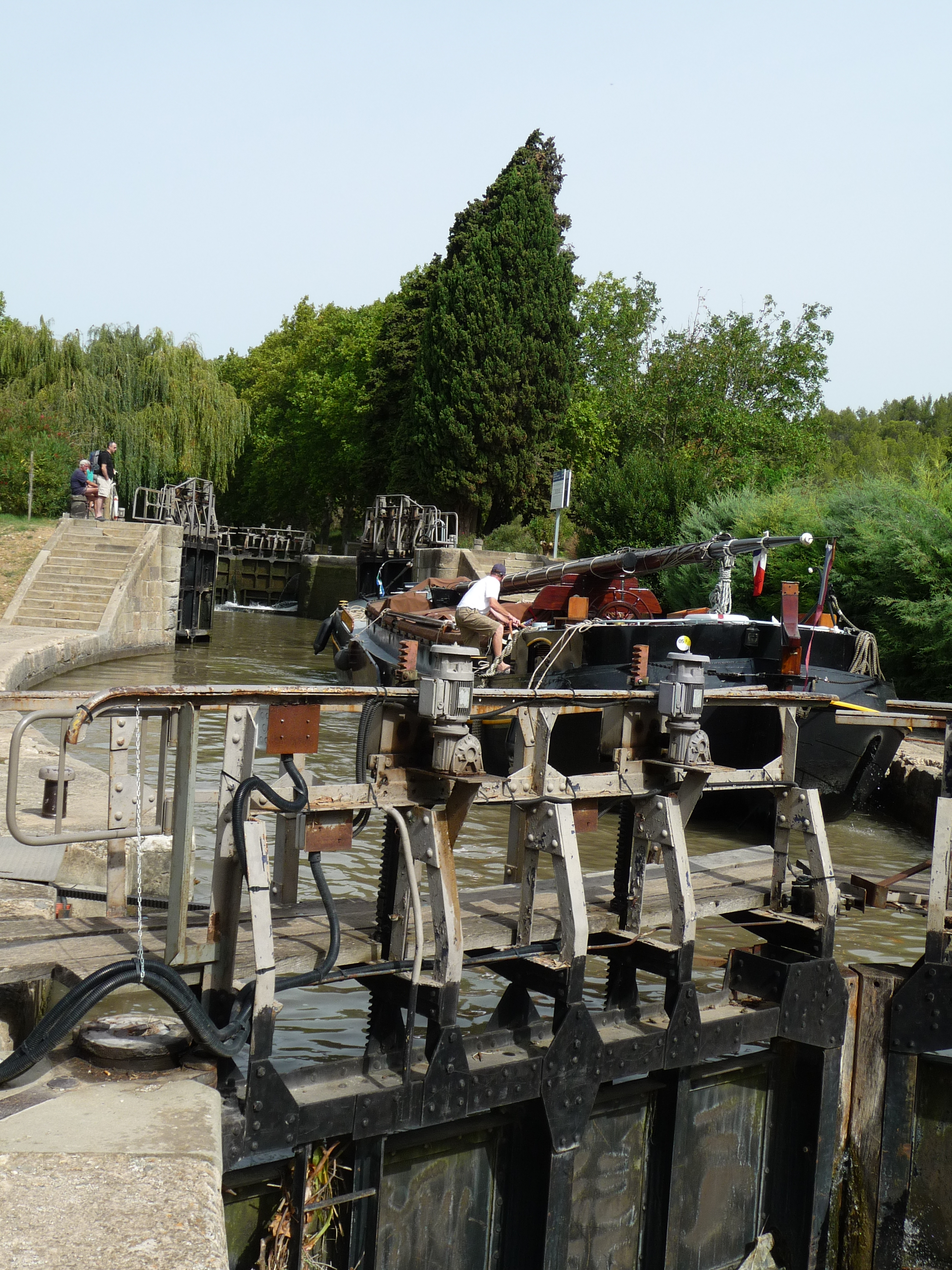

L'écluse de Pechlaurier est une écluse à chambre double sur le canal du Midi dans l'Aude, région du Languedoc. Les écluses voisines sont l'écluse d'Argens, 2 485 m à l'est et l'écluse de l'Ognon, 2 726 m vers l'ouest.